# Співробітник НК
«Співробітник НК» (рос. Сотрудник ЧК) — радянський героїко-пригодницький художній фільм 1963 року, режисера  Бориса Волчека за мотивами однойменної повісті Олександра Лукіна і  Дмитра Поляновського.

## Сюжет
Дія відбувається в 1920 році під час Громадянської війни. Молодого червоноармійця Олексія Михальова після госпіталю направляють на роботу в НК. По дорозі він зустрічає красиву дівчину — Марію, яка теж є агентом НК (пізніше він дізнається про це). Міхальов бере участь в різних операціях, знову зустрічається з Марією, але вона гине, викриваючи банду білих.

## У ролях
- Олександр Дем'яненко —  Олексій Міхальов, початківець співробітник НК
- Валентина Малявіна —  Марія Корольова
- Євген Євстигнєєв —  Марков, він же Крамов
- Володимир Кенігсон —  Берзінь, начальник НК
- Олег Єфремов —  Ілларіонов, досвідчений співробітник НК
- Володимир Заманський —  Григорій Володимирович Смагін, отаман
- Світлана Данильченко —  Федосєєва
- Дмитро Масанов —  Буркашин
- Леонід Пархоменко —  Сева
- Владлен Паулус —  дід Марусі
- Віктор Сергачов —  Кузьма
- Віктор Гераскін —  бандит
- Іван Жеваго —  кухар
- Віктор Колпаков —  господар заїжджого двору
- Ірина Скобцева —  Тверська
- Леонід Князєв —  солдат на пароплаві
- Віктор Павлов —  поранений боєць в госпіталі
- Галина Волчек —  дружина заарештованого
- Ролан Биков —  священик
- Володимир Колчин —  співробітник НК

## Знімальна група
- Режисер:  Борис Волчек
- Сценаристи:  Борис Волчек, Олександр Лукін,  Дмитро Поляновський
- Оператор:  Володимир Мінаєв
- Художники:  Абрам Фрейдін,  Орест Алікін
- Композитор:  Едуард Лазарев
- Звукорежисер: Євген Федоров
- Монтаж: М. Тимофєєва
- Художник по костюмах: М. Жукова
- Директор фільму: Г. Пастушков